# شاطئ بيونالو

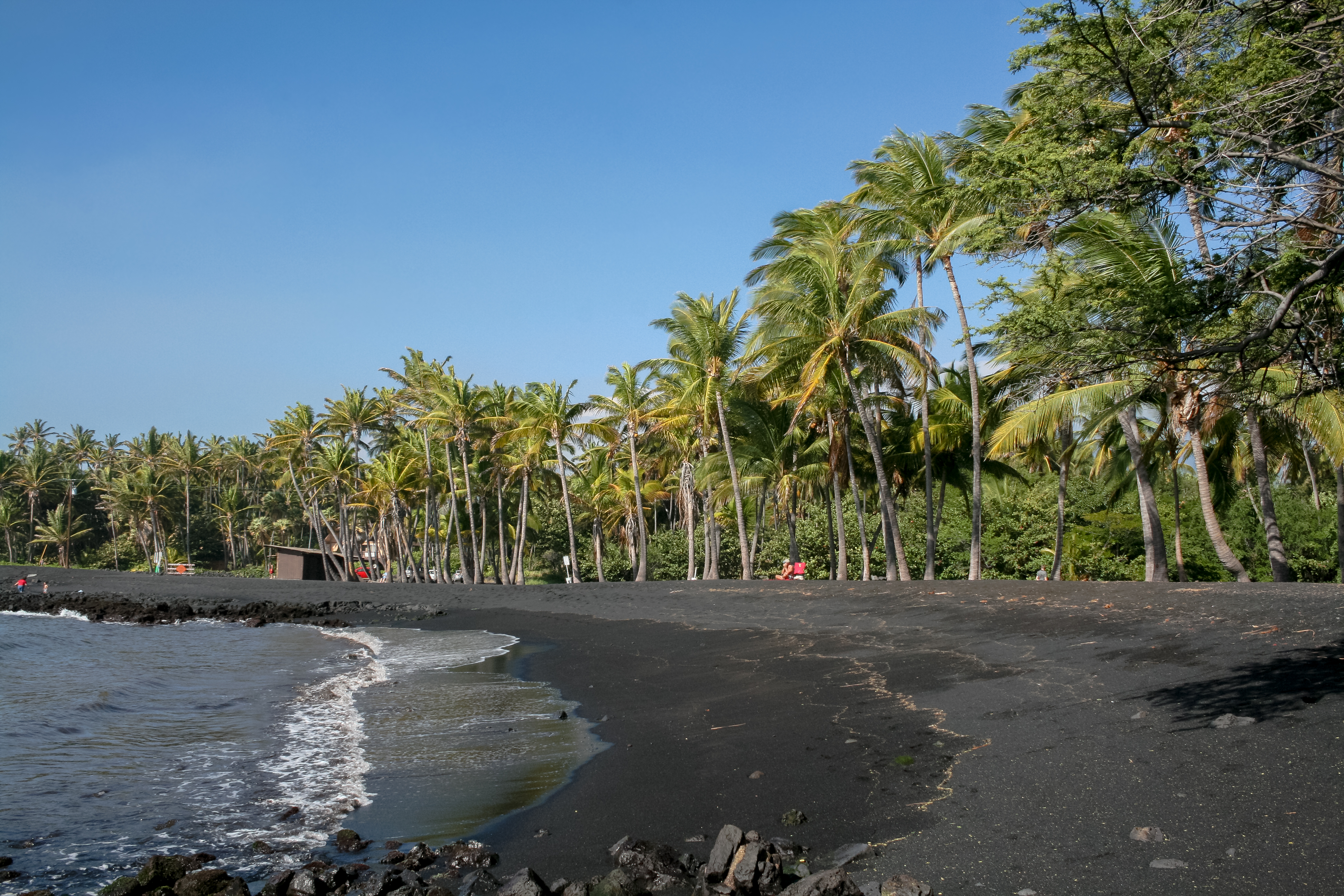

يُعرف شاطئ بيونالو أيضًا باسم شاطئ الرمل الأسود، ويقع بين باهالا وناليهو على جزيرة هاواي التابعة للولايات المتحدة. يحوي الشاطئ رمالًا سوداء من البازلت جاءت من الحمم المتدفقة إلى المحيط، إذ تنفجر وتبرد. يوجد هذا النشاط البركاني في حديقة براكين هاواي الوطنية. تتردد السلحفاة البحرية الخضراء، واللجأة صقرية المنقار إلى بيونالو حيث يمكن رؤيتها تتمتع بأشعة الشمس على الرمال السوداء.

## الشاطئ

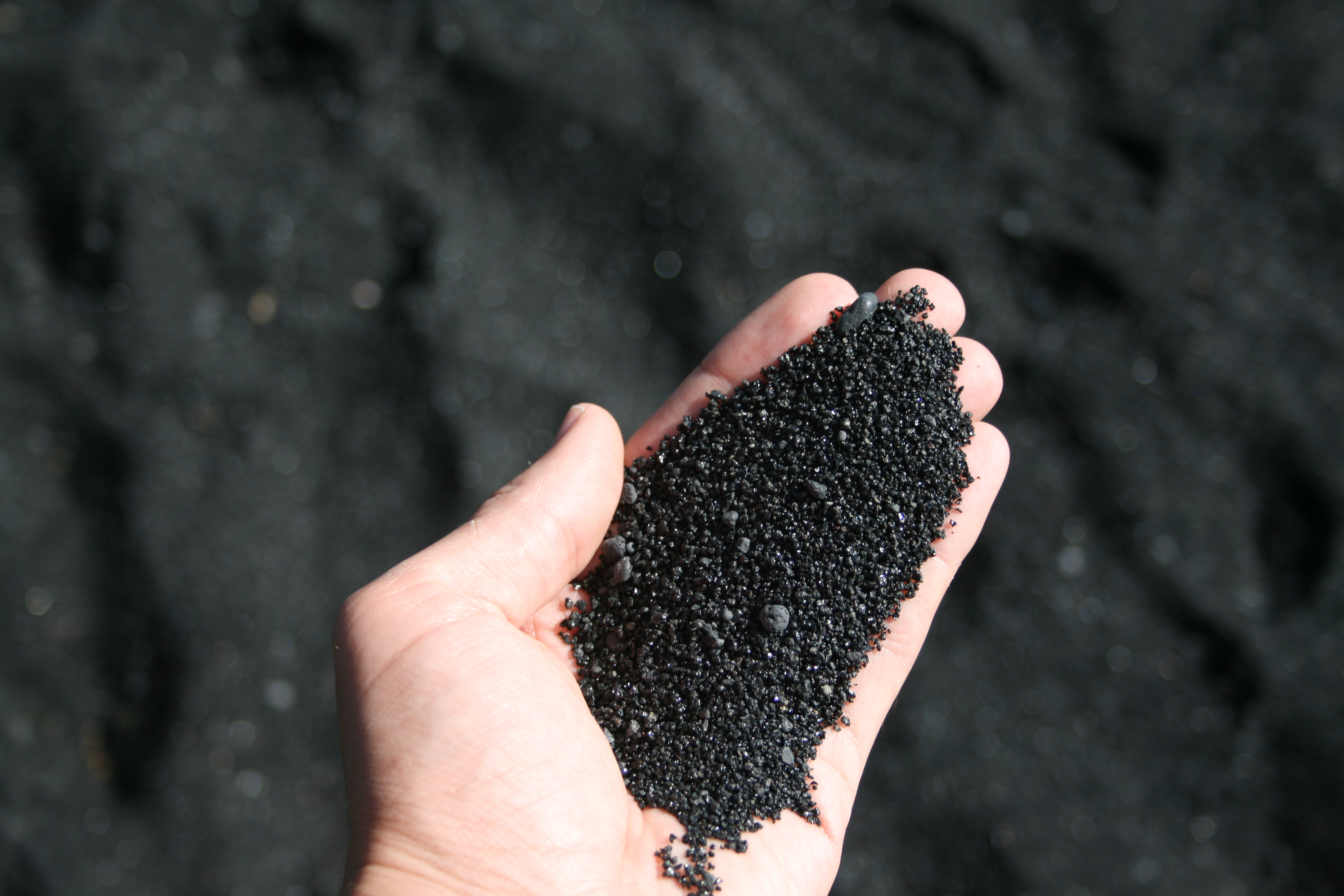
شاطئ بونالوو ذو الرمال السوداء، هاواي – ظاهرة طبيعية بركانية فريدة في جزيرة هاواي

تعتبر منطقة السباحة صخرية للغاية، وقد تكون خطيرة لممارسة السباحة. يتمتع الشاطئ أيضأ بكمية ضخمة من المياه الجوفية العذبة المتدفقة فيه. تُعد هذه المياه العذبة باردة للغاية وتبدو كما لو أن البنزين قد امتزج معها. تقول الأساطير إنه في وقت الجفاف كان سكان هاواي القدامى في هذه المنطقة يغوصون تحت الماء مصطحبين إبريقًا لملئه بالمياه العذبة. وتعني «بيونالو» في لغة سكان هاواي «الغطس من أجل مياه الينبوع». يقع الشاطئ على الإحداثيات 19.136° شمالًا، و155.504° جنوبًا. يمكن الوصول إلى هناك من خلال طريق حزام هاواي: اسلك طريق عقدة نينول، أو مدخل منتجع جبل البحر. يُسمح بالتخييم في منتزه الرمال السوداء في بيونالو.

## واهي بانا أو بيونالو
تثبت بيونالو والمناطق المجاورة لها وجود أدلة بشأن التحولات في استخدام المساحة المقدسة مع مرور الوقت. تتحدث الهندسة المعمارية المتمثلة بمجمعات هايو الضخمة (مراكز للطقوس) إلى قوة «آلي» (الفئة الحاكمة)، والتكوين الطبقي الاجتماعي لمنطقة كايو القديمة. مع وصول المبشرين إلى المقاطعة في أوائل عام 1833، تخلت المسيحية عن بصمتها المعمارية المميزة على المنظر الطبيعي لكايو. تقع كنيسة هوكولوا على قمة الجبل فوق بيونالو، وهي كنيسة تذكارية ومقبرة بُنيت بالقرب من مسقط رأس هنري أوبيوكاهايا (1792 – 1818)، وهو الذي ألهم حركة المبشرين التي غيرت هاواي إلى الأبد.
هناك ثلاثة أنواع من الهايو في المنطقة المتاخمة مباشرة لبيونالو، وذلك في فترة ما قبل التواصل. أُدخلت هايو المسورة إلى هاواي نحو عام 1100، وتُعتبر بيونالو واحدة من آخر الأماكن في هاواي، حيث يمكن للفرد الاستمتاع بمشهد طبيعي من هايو إلى أخرى.
تقع كايي هايو في الجنوب. يُعتقد أن هايو كانت معبدًا لصيد السمك، وبُنيت على جرف بارز يطل على المحيط في الجنوب، ويُقال إن برك الأسماك السابقة في نينول غربًا وخليج كولوا شرقًا كانت موطنًا لـ«نا إيلي إيلي هاناو» الأسطورية (أحجار الولادة) التي تمتعت بمقدرة خارقة على الانتشار. كانت هذه الحجارة الناعمة المصقولة بالماء مرغوبة للغاية، واستُخدمت لرصف هايو، وتسليح المقاليع، وأيضًا كقطع للعبة كوناي الموجودة في هاواي. يُعتقد أن اسم كايي يُشير إلى نوع من فخاخ صيد السمك، أو سلك مصنوع من كرمة آيي. في يومنا هذا، لم يتبق من كايي إلا منصة حجرية مرفوعة، والعديد من الجدران التي اعتبرها الماسحون الأوائل في حالة جيدة. اعتبر الخبراء الحديثون أن الموقع متعدد الوظائف. كان على الأرجح مكانًا للعطايا والقرابين، ونقطة مرصد لمراقبة برك السمك، وتحويل الاتصالات، وموقعًا للنشر. تأثر مجمع هايو في لانيباو بملعب غولف منتجع جبل البحر للغاية. كانت بقايا لانيبو الأكبر من بين الثلاثة، وهي من حيث المضمون جزيرة ابتلعها البحر من خلال دفع الطحالب وسحبها. يحتل مجمع هايو موقعًا مطلًا على المحيط وشاطئ بيونالو، ويُشار إليه بأسماء عديدة منها هاليلاو، وكاني إيلي إيلي، أو بيونالو نوي. من المرجح أن هذه الهايو امتدت إلى حافة جرف في خليج بيونالو. دُمرت حدودها في الغرب الأقصى لإفساح الطريق من أجل تشييد مجمع مستودع الميناء لشركة السكر في عام 1906.